# Sony Ericsson K800i
Sony Ericsson K800i er Sony Ericssons første mobiltelefon med 3,2 megapixel. Den går også under navnet CyberShot. K800i ses også i James Bond filmen Casino Royale fra 2006, hvor den er lavet i en speciel sølv udgave til hr. Bond.
Telefonen findes i to forskellige udgaver, K800 og K790, hvor K800 har 3G-indbyggede med et ekstra kamera på fronten til videosamtale. Telefonens hukommelse kan viderebygges ved hjælp af Sony's eget M2 Duo kort.
Mobiltelefonen blev lanceret i Danmark juli 2006 og blev i februar 2007 til 3GSM i Barcelona kåret som verdens bedste 3G-mobil.